# Foumbouni (Grande Comore)
Foumbouni (arabisch فومبونى) ist der Hauptort der Präfektur Badjini in den Komoren. Er liegt an der Südostküste der Insel Grande Comore. 2012 wurden 20.331 Einwohner gezählt.

## Name
Foumbouni ist die shikomorische Bezeichnung für Foumbou- = Brackwasser, -Ni =Ort. Es git auf den Komoren weitere Ortschaften mit der ähnlichen Bezeichnung Fomboni.

## Geographie
Der Ort liegt an der südlichen Ostküste von Grande Comore an der RN 2, zwischen Nioumadzaha Mvoumbari im Norden und Male (Male) im Süden. Der Ort liegt auf einer schmalen Küstenebene. Im Westen steigen die Hänge 400 m an bis Didjoni und Kové.
Beim Ort münden die temporären Flüsse Vouazissia und Ngomani ins Meer. Vor der Küste liegt die kleine Îlot La tcheka vor dem Strand Hadjéndha Plage.

## Geschichte
Foumbouni ist eine alte Küstenstadt. In der Feudalzeit spielte sie eine wichtige Rolle unter dem Einfluss der Sultane. Ab dem Anfang des 19. Jahrhunderts war sie geschützt wie eine Festung und erhielt den Beinamen Foumbouni Ngomé (Foumbouni die Festung). In dieser Zeit fungierte sie als königliche Hauptstadt und hatte eine wichtige Vorreiterrolle in sozialer Funktion. Bildung war obligatorisch und in der Stadt gemeinschaftlich organisiert und darauf ausgerichtet, vor allem disziplinierte Soldaten auszubilden, die effizient arbeiteten und der Gemeinschaft verpflichtet waren. Foumbouni erlebte in seiner Geschichte zahlreiche Angriffe. Bekannt war vor allem die Madegassische Invasion (raid malgache) 1798. Auf diesen Angriff hin wurden die Festungsmauern errichtet, aber viel einschneidender war ein Überfall der Portugiesen, welcher die Hälfte der Festung wieder zerstörte und dauerhafte Spuren im Stadtbild hinterließ.

## Kultur
In Foumbouni gibt es mindestens zehn Moscheen, unter anderen die Freitagsmoschee, die Moschee Foukouni (مسجد فوكوني‎), die Moschee Mohamed Toihir, die Moschee Wana Kiwoungwana, die Moshee Mosquée de Zawiyani ya Djouwou, die Moschee Makka, die Moschee Zaza kele, die Moschee Msihiri Wa Mboini, die Moschee Madi Toihiri. 
Es gibt eine technische Schule Cfpa-Ecole Technique/Foumbouni und das Lycée de Foumbouni. Für Sportveranstaltungen steht das Stade Papa Nadia im Norden des Ortes zur Verfügung.
Im Zuge der politischen Modernisierung auf den Komoren wurden 2009 erstmals Straßennamen für die Ortsstraßen vergeben.

## Klima
Nach dem Köppen-Geiger-System zeichnet sich Singani durch ein tropisches Klima mit der Kurzbezeichnung Af aus.

## Persönlichkeiten
Bedeutende Persönlichkeiten waren: Boina Foumou, Mbechezi Commandant, Mohamed Mouigni, Doktor Kassim Said, Mhamadiya (Papa Nadia), Saïd Hassane, Omar Tamou, Idi Nadhoim, Zilé Soilihi, Gautier, Mohamed Ahmed (Anzi), Ismaila Ibouroi (Sting) und Abal Anrabe Abdou Chacourou (Gaga).
In Frankreich wird Foumbouni von dem Rapper Alonzo aus Marseille repräsentiert, dessen Mutter ursprünglich aus Foumbouni stammt.